# ニューライフ
株式会社ニューライフ（New Life Co., Ltd.）は、三重県津市に本社を置き、スーパーマーケットの「ニューライフ」を運営していた企業である。CGCグループに加盟していた。

## 沿革
- 1954年（昭和29年）3月 - 富士屋商店（ふじやしょうてん）として設立する。[要出典]
- 1963年（昭和38年）9月 - 有限会社に組織変更し、スーパー富士屋有限会社（スーパーふじや）となる。[要出典]
- 1983年（昭和58年）10月 - 店舗名を「ニューライフ」とする。[要出典]
- 1985年（昭和60年）7月 - CGCに加盟する。[要出典]
- 1999年（平成11年）3月 - ポイントカードシステム「ここでカード」を導入する。[要出典]
- 2003年（平成15年）12月 - 株式会社に組織変更し、株式会社ニューライフとなる。本社を現在地に移転する。[要出典]
- 2016年（平成28年）8月 - 津地方裁判所による破産開始決定[5]。
- 2017年（平成29年）7月 - 法人格消滅[4]。

## 過去に存在した店舗

### 津市
- 中新町店（津市一番町津2146[6]、1961年（昭和36年）5月4日開店[6]）

延べ床面積424m2、店舗面積363m2
当初は本社が併設されていた。
- 津新町駅前店（津市八町1-2-25[6]、1964年（昭和39年）6月3日開店[6]）

延べ床面積320m2、店舗面積293m2
- 津駅前店（津市栄町3-86[6]、1966年（昭和41年）6月25日開店[6]）

延べ床面積425m2、店舗面積364m2
- 家城店（2011年（平成23年）3月31日閉店）[要出典]
- 修成店（2011年（平成23年）3月31日閉店）[要出典]
- 一身田店[要出典]
- 江戸橋店[要出典]

### 桑名市
- 桑名京橋店（桑名市京町45[6]、1968年（昭和43年）7月2日開店[6]）

延べ床面積364m2、店舗面積340m2

### 亀山市
- 亀山東町店（亀山市東京口334-2[6]、1969年（昭和44年）7月21日開店[6]）

延べ床面積364m2、店舗面積303m2
- 関店[要出典]
- 業務用食品スーパー亀山店[要出典]

### 名張市
- 名張店[要出典]
- つつじヶ丘店（名張市つつじが丘5-67[7]、2011年（平成23年）5月10日閉店[要出典]）

### 伊賀市
- 上野店（2011年（平成23年）5月13日閉店）[要出典]

### 滋賀県
甲賀市
- 土山店[要出典]

蒲生郡日野町
- 日野店[要出典]